# Jeff Franklin
Jeff Franklin, nato Jeff Alan Franklin (Inglewood, 21 gennaio 1955), è un produttore televisivo, sceneggiatore e regista statunitense.

## Biografia
Negli anni ottanta in veste di sceneggiatore e produttore collabora alla realizzazione dei film Un ragazzo come gli altri e Lezioni d'estate. Nel 1999 come produttore associato firma il film d'animazione Stuart Little - Un topolino in gamba.
Sempre nel 1999 esordisce alla regia con Love Stinks, film che produce, sceneggia e in cui veste anche i panni di attore.
Ad oggi vive al 10066 Cielo Drive, nella nuova casa sorta nel 1994 dopo la demolizione dell'abitazione dove la Manson Family uccise Sharon Tate ed altre 4 persone.

## Attività
È stato ideatore della sit-com Gli amici di papà, come produttore firma le serie televisive Laverne & Shirley, Henry e Kip e Malcom & Eddie.